# Lusail
Lusail ou Losail (en arabe : لوسيل) est une ville nouvelle au Qatar, située sur la côte dans la partie nord de la subdivision d'Umm Salal, à environ 15 kilomètres au nord du centre-ville de Doha, juste au nord du Lagon de la Baie Ouest. La ville nouvelle compte environ 200 000 habitants sur 35 km2.
On y trouve notamment le circuit international de Losail.
La ville a accueilli des matchs du Championnat du monde masculin de handball 2015, dont la finale. En 2022, Lusail accueille plusieurs matchs de la Coupe du monde de football dont la finale opposant l'Argentine à la France.

## Géographie

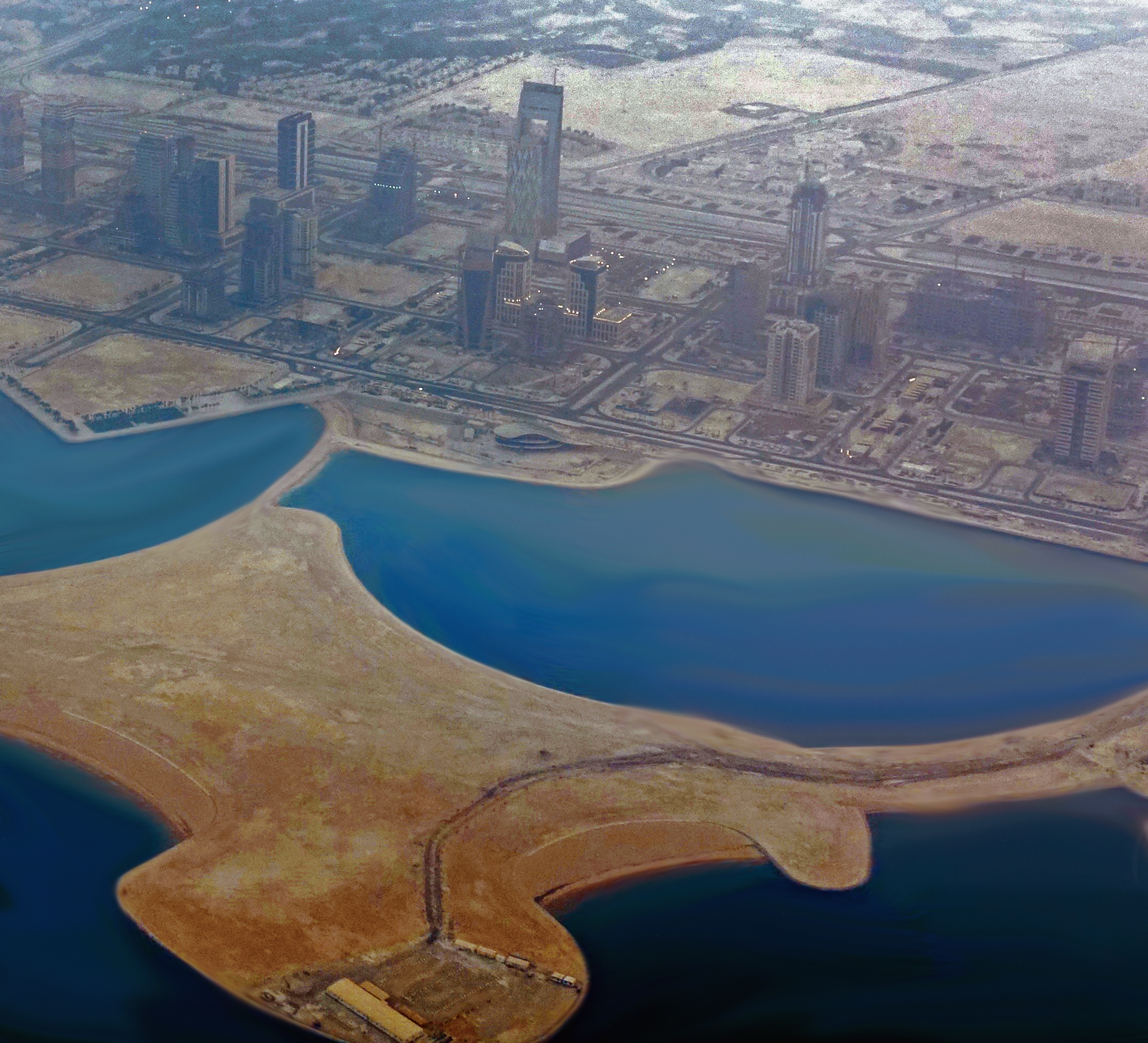
Vue aérienne d'une île à Lusail en 2017.

Lusail est située à 22 km au nord du centre de Doha. Elle se déploie sur 38 km2, bordée à l'est par le golfe Persique.

## Historique
La construction de la ville est lancée en 2006, deux ans après l'organisation du premier Grand Prix moto du Qatar sur le circuit international de Losail. Le site, identifié jusqu'alors comme une route dans le désert, est revenu pour une référence historique, il s'agit du lieu où cheikh Jassim al-Thani (en) a établi le premier fort de l'émirat au début du XIXe siècle.
Après l’attribution de l'organisation de la Coupe du monde de football 2022 en décembre 2010, le projet accélère. La ville devient le plus gros chantier de développement urbain entrepris pour un coût estimé à 45 milliards de dollars, un cinquième de l'investissement du pays pour les infrastructures liées à l'organisation de la Coupe du monde de football. La ville doit accueillir la finale de la compétition dans un stade de 86 000 personnes à construire et imagine autour une ville futuriste avec un parc zoologique de girafes, un dôme de ski et un parc d'attractions.
En 2014, le plan de construction de la ville prévoit dix-neuf quartiers d'affaires, d'habitations, de centres commerciaux et d'hôtellerie prévus pour une population de 450 000 personnes, 250 000 résidents et 200 000 employés et travailleurs. Les étrangers peuvent investir dans l’immobilier à Lusail, le plus souvent avec un bail de 99 ans. L'île de Qetafian, presque-île construite artificiellement, est prévue comme le centre touristique de Lusail avec des stations balnéaires, des plages et un port de plaisance permettant d'accueillir de luxueux yachts. Le plan comprend également la construction de deux parcours de golf, de stations balnéaires implantées sur l'île, d'un réseau de métro léger (3 lignes, 19 km, 25 stations). L'un des premiers projets fini a été le quartier résidentiel de Fox Hills.
En avril 2022, un centre commercial de grande taille, sur quatre étages et une surface de 1 150 000 m2, intitulé Place Vendôme et inspiré du style architectural parisien, est inauguré dans la ville,. Pendant la Coupe du monde, de nombreux officiels de la FIFA logent dans les deux luxueux hôtels des Katara Towers, autour duquel de nombreux travaux sont encore en cours au moment de la compétition.